# Podocarpus pilgeri
Podocarpus pilgeri е вид растение от семейство Podocarpaceae. Видът е незастрашен от изчезване.

## Разпространение
Разпространен е в Камбоджа, Китай, Индонезия, Лаос, Малайзия, Папуа-Нова Гвинея, Филипини, Тайланд и Виетнам.